# Coptodera aurata
Coptodera aurata is een keversoort uit de familie loopkevers (Carabidae). De wetenschappelijke naam van de soort is voor het eerst geldig gepubliceerd in 1873 door W. McLeay, 186.